# Liste der ehemaligen Gesamtschulen in Hamburg
Die Liste der ehemaligen Gesamtschulen in Hamburg enthält alle Gesamtschulen, die zwischen 1968 und 2010 in Hamburg bestanden.

## Geschichte
1968  wurde die Schule Alter Teichweg und die Heinrich-Hertz-Schule nach den bildungspolitischen Debatten der 1960er Jahre als Schulversuch eingerichtet. In den folgenden acht Jahren folgten sechs weitere Gesamtschulen als Schulversuch.
1977 erklärte das neue Hamburgische Schulgesetz die Einrichtung dieser Schulform zu einem Elternrecht. Nach einem Urteil des Oberverwaltungsgerichts vom 7. September 1979 wurde die Gesamtschule schließlich als Regelschule eingeführt. In den folgenden Jahren wurden etwa dreißig weitere Gesamtschulen gegründet, meist durch Umwandlung von Haupt- und Realschulen, seltener aus Gymnasien. Diese Gesamtschulen hatten überwiegend die Form von Integrierten Gesamtschulen, einige wenige der Schulen waren Kooperative Gesamtschulen.
Mit der Schulreform in Hamburg wurde die Schulform der Gesamtschule im Jahr 2010 abgeschafft und durch Stadtteilschulen ersetzt. Die allermeisten Gesamtschulen wurden in Stadtteilschulen umgewandelt, teils in Zusammenlegung mit Haupt- und Realschulen.

## Gesamtschulen
| Name                         | Von  | Bis  | Anmerkungen                                                          | Verbleib                | Bezirk       | Stadtteil          | Lage                       | Bilder  |
| ---------------------------- | ---- | ---- | -------------------------------------------------------------------- | ----------------------- | ------------ | ------------------ | -------------------------- | ------- |
| Albert-Schweitzer-Schule     | 1969 | 2009 | Sonderstatus, keine Stadtteilschule                                  | Albert-Schweitzer-S.    | Nord         | Ohlsdorf           | Schluchtweg 1              | Commons |
| Bruno-Tesch-Gesamtschule     | 1979 | 2004 | Gebäude der GS abgerissen                                            | geschlossen             | Altona       | Altona-Altstadt    | Billrothstraße 33          |         |
| Erich-Kästner-Gesamtschule   | 1979 | 2010 | Aus VS Berner Au und Gym. Hermelinweg                                | Erich-Kästner-S.        | Wandsbek     | Farmsen-Berne      | Hermelinweg 10             | Commons |
| Fritz-Schumacher-Schule      | 1979 | 2010 | Aus HR Fritz-Schumacher-Schule                                       | Fritz-Schumacher-S.     | Nord         | Langenhorn         | Timmerloh 27-29            | Commons |
| Gesamtschule Allermöhe       | 1991 | 2010 | Neugründung                                                          | Gretel-Bergmann-S.      | Bergedorf    | Neuallermöhe       | Margit-Zinke-Straße 7-11   | Commons |
| Gesamtschule Alter Teichweg  | 1968 | 2010 | Erste IGS Hamburgs                                                   | STS Alter Teichweg      | Nord         | Dulsberg           | Alter Teichweg 200         | Commons |
| Gesamtschule am Heidberg     | 1993 | 2010 | Aus GHR am Heidberg                                                  | STS am Heidberg         | Nord         | Langenhorn         | Tangstedter Landstraße 300 | Commons |
| Gesamtschule Bahrenfeld      | 1992 | 2010 | Aus Schule Regerstraße                                               | STS Bahrenfeld          | Altona       | Bahrenfeld         | Regerstraße 21 – 25        | Commons |
| Gesamtschule Bergedorf       | 1979 | 2010 | Aus HRS Ladenbeker Weg                                               | STS Bergedorf           | Bergedorf    | Lohbrügge          | Ladenbeker Weg 13          | Commons |
| Gesamtschule Bergstedt       | 1996 | 2010 | Als Zweigst. der GS Walddörfer in Räumen der HRS Bergstedt           | STS Bergstedt           | Wandsbek     | Bergstedt          | Volksdorfer Damm 218       | Commons |
| Gesamtschule Blankenese      | 1990 | 2010 | Aus GHR Dockenhuden                                                  | STS Blankenese          | Altona       | Blankenese         | Frahmstraße 15             | Commons |
| Gesamtschule Eidelstedt      | 1991 | 2010 | Aus GHR Lohkampstraße                                                | STS Eidelstedt          | Eimsbüttel   | Eidelstedt         | Lohkampstraße 145          | Commons |
| Gesamtschule Eppendorf       | 1990 | 2010 |                                                                      | STS Eppendorf           | Nord         | Eppendorf          | Löwenstraße 58             | Commons |
| Gesamtschule Fährbuernfleet  | 1997 | 2008 | Gebäude von Clara-Grunwald-Grundschule nachgenutzt                   | geschlossen             | Bergedorf    | Neuallermöhe       | Walter-Rothenburg-Weg 37   | Commons |
| Gesamtschule Finkenwerder    | 1992 | 2010 |                                                                      | STS Finkenwerder        | Mitte        |                    |                            |         |
| Gesamtschule Fischbek        | 1991 | 2010 |                                                                      | STS Fischbek-Falkenberg | Harburg      |                    |                            |         |
| Gesamtschule Grellkamp       | 1991 | 2004 | Aus HR Grellkamp                                                     | geschlossen             | Nord         | Langenhorn         | Grellkamp 40               | Commons |
| Gesamtschule Harburg         | 1979 | 2010 |                                                                      | Goethe-S.               | Harburg      |                    |                            |         |
| Gesamtschule Horn            | 1969 | 2010 |                                                                      | STS Horn                | Mitte        |                    |                            |         |
| Gesamtschule Kirchdorf       | 1979 | 2010 |                                                                      | Nelson-Mandela-S.       | Mitte        |                    |                            |         |
| Gesamtschule Kirchwerder     | 2008 | 2010 | Aus S. Kirchwerder-Bei der Kirche gebildet                           | STL Kirchwerder         | Bergedorf    | Kirchwerder        | Kirchwerder Hausdeich 341  | Commons |
| Gesamtschule Lohbrügge       | 1987 | 2010 |                                                                      | STS Lohbrügge           | Bergedorf    |                    |                            |         |
| Gesamtschule Mümmelmannsberg | 1973 | 2010 |                                                                      | STS Mümmelmannsberg     | Mitte        |                    |                            |         |
| Gesamtschule Niendorf        | 1980 | 2010 |                                                                      | STS Niendorf            | Eimsbüttel   |                    |                            |         |
| Gesamtschule Öjendorf        | 1978 | 2010 |                                                                      | STS Öjendorf            | Mitte        |                    |                            |         |
| Gesamtschule Poppenbüttel    | 1990 | 2010 | Aus Ludwig-Frahm-S. (GHR)                                            | STS Poppenbüttel        | Wandsbek     | Poppenbüttel       | Schulbergredder 21         | Commons |
| Gesamtschule Steilshoop      | 1971 | 2010 | Gebäude abgerissen                                                   | geschlossen             | Wandsbek     | Steilshoop         | Gropiusring 43             | Commons |
| Gesamtschule Stellingen      | 1979 | 2010 |                                                                      | STS Stellingen          | Eimsbüttel   |                    |                            |         |
| Gesamtschule Süderelbe       | 1980 | 2010 | Aus S. Am Neumoorstück                                               | STS Süderelbe           | Harburg      | Neugraben-Fischbek | Neumoorstück 1             | Commons |
| Gesamtschule Walddörfer      | 1991 | 2010 |                                                                      | STS Walddörfer          | Wandsbek     |                    |                            |         |
| Gesamtschule Wilhelmsburg    | 1981 | 2010 |                                                                      | STS Wilhelmsburg        | Mitte        |                    |                            |         |
| Gesamtschule Winterhude      | 1979 | 2010 |                                                                      | STS Winterhude          | Nord         |                    |                            |         |
| Geschwister-Scholl-Schule    | 1979 | 2010 | Gebäude abgerissen und durch Neubau ersetzt                          | Geschwister-Scholl-STS  | Altona       | Lurup              | Böttcherkamp 181           | Commons |
| Heinrich-Hertz-Schule        | 1968 | 2010 |                                                                      | Heinrich-Hertz-S.       | Hamburg-Nord |                    |                            |         |
| Ida-Ehre-Gesamtschule        | 1979 | 2010 |                                                                      | Ida-Ehre-S.             | Eimsbüttel   |                    |                            |         |
| Julius-Leber-Schule          | 1971 | 2010 | Aus Gym. Eidelstedter Brook, 1971 GS Schnelsen, 1972 Julius-Leber-S. | Julius-Leber-S.         | Eimsbüttel   |                    |                            |         |
| Kooperative Schule Tonndorf  | 2006 | 2010 |                                                                      | Gyula-Trebitsch-S.      | Wandsbek     |                    |                            |         |
| KGS Benzenbergweg            | 2000 | 2010 |                                                                      | STS Helmuth Hübener     | Hamburg-Nord |                    |                            |         |
| Max-Brauer-Schule            | 1979 | 2010 |                                                                      | Max-Brauer-S.           | Altona       |                    |                            |         |
| Otto-Hahn-Schule             | 1972 | 2010 | Aus Otto-Hahn-S.                                                     | Otto-Hahn-S.            | Wandsbek     | Jenfeld            | Jenfelder Allee 53         | Commons |
| Peter-Petersen-Schule        | 1968 | 2010 | Gebäude abgerissen und durch Neubau ersetzt                          | Irena-Sendler-S.        | Wandsbek     | Wellingsbüttel     | Am Pfeilshof 20            | Commons |
| Rudolf-Roß-Gesamtschule      | 1992 | 2010 | Gegründet als GS Neustadt, 1996 in Rudolf-Roß-GS umbenannt           | STS am Hafen            | Mitte        | Neustadt           | Neustädter Straße 60       | Commons |
| Schule am See                | 2007 | 2010 | Aus Grundschule Seeredder, Gebäude abgerissen                        | Schule am See (STL)     | Wandsbek     | Steilshoop         | Borchertring 38            | Commons |

## Legende
Legende zu den Spalten der Tabelle:
- Name: Name der Gesamtschule zum Zeitpunkt der Auflösung
- Von: Jahr der Aufnahme des Schulbetriebs als Gesamtschule, normalerweise ist dies der Beginn eines Schuljahres. Abweichend davon beziehen sich manche Schulen in ihrer Traditionsbildung auf das Gründungsjahr einer früheren Schule oder auf den Beschluss / die Genehmigung als Gesamtschule.
- Bis: Jahr der Überführung der Gesamtschule in eine Stadtteilschule bzw. Jahr der Schließung.
- Anmerkungen: Vorgängerschulen, abweichende Namen, bei Schließung ggfs. Nachnutzung des Gebäudes
- Verbleib: Nachfolgeschule
- Bezirk: Hamburger Bezirk, in dem sich die Gesamtschule zuletzt befand, also im Jahr der Überführung zur Stadtteilschule bzw. der Schließung.
- Stadtteil: Hamburger Stadtteil, in dem sich die Gesamtschule zuletzt befand. (Hauptstandort)
- Lage: Anschrift, unter der die Gesamtschule zuletzt ansässig war (Hauptstandort). Der Link führt zur Lage des Gesamtschule auf einer Karte.
- Bilder: Link auf Wikimedia Commons, soweit dort eine Kategorie vorhanden ist, die Bilder der Gebäude enthält, die durch die Gesamtschule zuletzt genutzt wurden. (Hauptstandort)

Verwendete Abkürzungen für die Schulformen:
- GHR: Grund-, Haupt- und Realschule
- GS: Gesamtschule
- Gym.: Gymnasium
- HRS: Haupt- und Realschule
- IGS: Integrierte Gesamtschule
- RS: Realschule
- S.: Schule
- STL: Stadtteilschule der Langform, also Grund- und Stadtteilschule
- STS: Stadtteilschule
- VS: Volksschule